# Opsiphanes obidonus
Opsiphanes obidonus är en fjärilsart som beskrevs av Hans Fruhstorfer 1907. Opsiphanes obidonus ingår i släktet Opsiphanes och familjen praktfjärilar. Inga underarter finns listade i Catalogue of Life.

## Bildgalleri

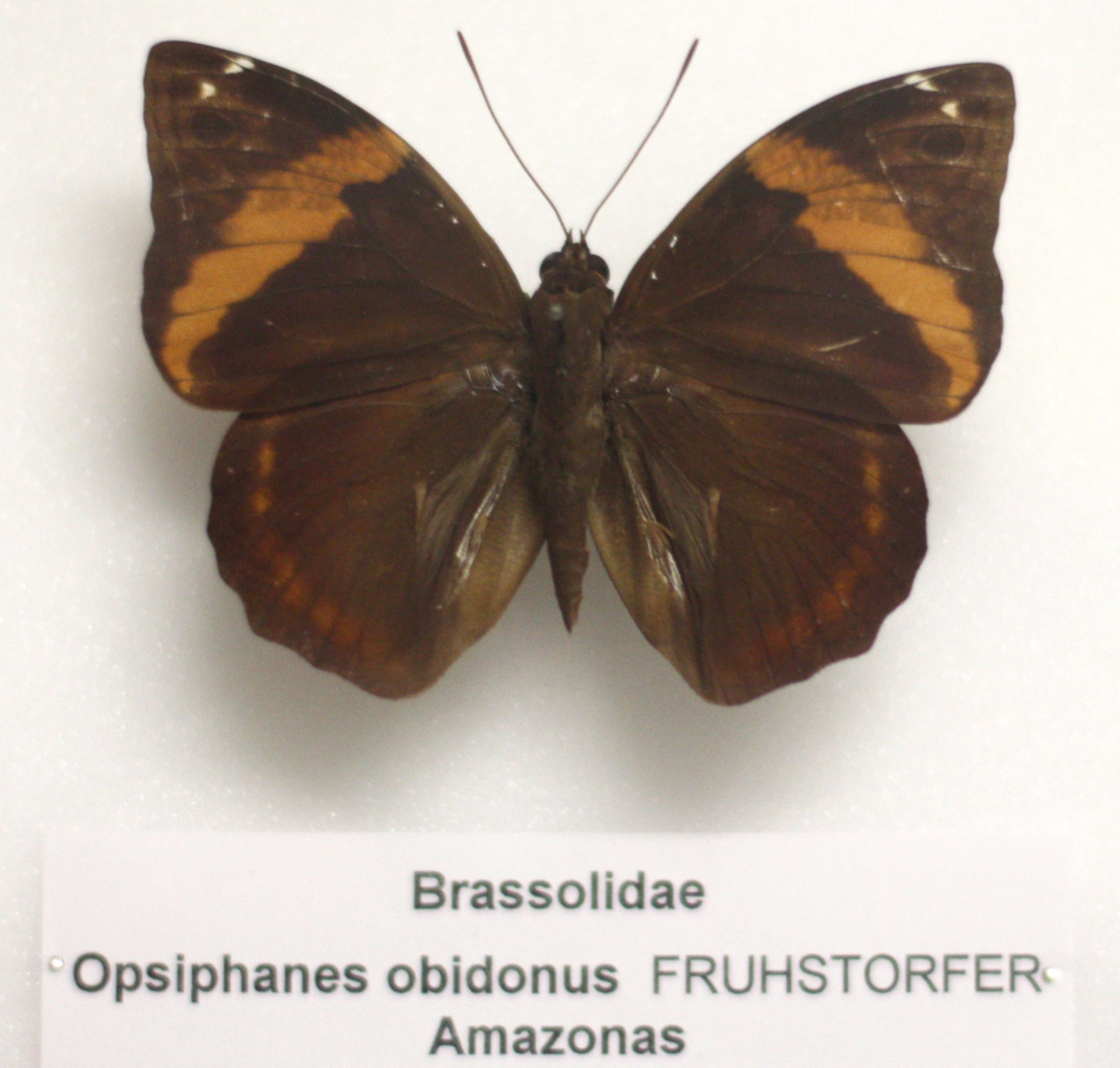